# Mistrzostwa Unii Europejskiej w Boksie Kobiet 2009
4. Mistrzostwa Unii Europejskiej w boksie (kobiet) odbyły się w dniach 24-28 czerwca w bułgarskim mieście Pazardżik.

## Medaliści
| Kategoria: | Złoto:              | Srebro:           | Brąz:                                      |
| 46 kg      | Floriane Ritner     | Serpil Yassıkaya  | Iwa Nikolowa Ágnes Csapó                   |
| 48 kg      | Sarah Ourahmoune    | Stojka Petrowa    | Hannah Beharry Mónika Csik                 |
| 51 kg      | Sharon Holford      | Katarzyna Czuba   | Simona Lucarno Greta Georgiewa             |
| 54 kg      | Karolina Michalczuk | Irene Gordo       | Giada Landi Csilla Nemedi                  |
| 57 kg      | Swetłana Kamenowa   | Marzia Davide     | Gülbahar Genç Lucy Abel                    |
| 60 kg      | Katie Taylor        | Denitsa Elisejewa | Aleksandra Paczka Cindy Orain              |
| 64 kg      | Natasha Jonas       | Csilla Csejtei    | Margarita Czenewa Christina Athanasopoulou |
| 69 kg      | Savannah Marshall   | Tamara García     | Rulitza Christowa Günnar Gelcek            |
| 75 kg      | Erika Guerrier      | Lidia Fidura      | Anita Ducza Silwia Angelowa                |
| 81 kg      | Desisława Łazarowa  | Mária Kovács      | Hatice Tokur                               |
| +81 kg     | Sylwia Kusiak       | Julia Todorowa    |                                            |